# Hélonium
«  Hydrure d'hélium » redirige ici. Pour les autres significations, voir Hydrure d'hélium (homonymie).
«  HeH » et «  HeH+ » redirigent ici. Pour les autres significations, voir Heh (homonymie).
Cet article possède des paronymes, voir Helenium et Helinium.
L’hélonium est le cation diatomique de formule HeH+. Il consiste en un atome d'hélium lié à un atome d'hydrogène avec un électron en moins. C'est le plus stable et le mieux connu des hydrures d'hélium. L'hélonium est le plus fort des acides connus.
Premier composé chimique formé dans l'Univers, l'hélonium a été synthétisé au laboratoire dès 1925 mais n'a été détecté dans l'espace qu'en 2019.

## Découverte
Isoélectronique avec l'hydrogène moléculaire H2, l'hélonium a été obtenu expérimentalement pour la première fois en 1925, par réaction de protons sur de l'hélium en phase gazeuse.

## Détection
La présence d'hélonium dans le milieu interstellaire a été suggérée dans les années 1970, mais sa première détection sans équivoque n'a été rapportée qu'en 2019, dans la nébuleuse planétaire NGC 7027.

## Propriétés physiques
La longueur de la liaison covalente de l'ion HeH+ vaut 77,2 pm. C'est l'ion hétéronucléaire le plus simple, comparable au cation dihydrogène H2+ ; cependant, contrairement à ce dernier, il possède un moment dipolaire permanent, ce qui rend sa caractérisation spectroscopique plus facile.

## Propriétés chimiques
L'hélonium est l'acide le plus fort connu, avec une affinité protonique de 177,8 kJ/mol.
L'hydrure d'hélium réagit avec la plupart des substances. On a montré qu'il cède un proton au dioxygène O2, à l'ammoniac NH3, au dioxyde de soufre SO2, à l'eau H2O et au dioxyde de carbone CO2 pour donner respectivement les espèces O2H+, NH4+, HSO2+, H3O+ et HCO2+. D'autres molécules, comme le monoxyde d'azote NO, le dioxyde d'azote NO2, le protoxyde d'azote N2O, le sulfure d'hydrogène H2S, le méthane CH4, l'acétylène C2H2, l'éthylène C2H4, l'éthane C2H6, le méthanol CH3OH ou encore l'acétonitrile CH3CN, réagissent avec l'hydrure d'hélium, mais se décomposent sous l'effet de la grande quantité d'énergie libérée par cette réaction.
Une technique employée pour étudier les réactions entre l'hydrure d'hélium et les substances organiques consiste à produire un dérivé tritié de ces substances et d'attendre la désintégration radioactive du tritium 3
1T pour former de l'hélium 3 3
2He+, qui réagit d'abord avec un atome d'hydrogène pour former le cation 3HeH+ : ce dernier réagit alors avec la substance organique environnante, permettant d'en étudier la réaction. 
D'autres atomes d'hélium peuvent se lier au cation HeH+ pour former des agrégats plus larges tels que He2H+, He3H+, He4H+, He5H+ et He6H+, ce dernier étant particulièrement stable.

## Présence dans la nature

### Univers primitif
L'hélonium est le premier composé chimique de l'histoire de l'Univers, formé moins de 380 000 ans après le Big Bang (après la recombinaison de l'hélium mais avant celle de l'hydrogène) par la réaction :
{\displaystyle \mathrm {He} +\mathrm {H} ^{+}\rightarrow \mathrm {HeH} ^{+}+\gamma }.
Selon les calculs effectués dans le cadre du modèle ΛCDM, l'abondance cosmique de HeH+ a crû jusqu'à environ 10−13 (rapportée au nombre total de baryons) quand le décalage vers le rouge z a décru de 2 000 à 20, environ, pour diminuer ensuite par photodissociation.

### Univers actuel

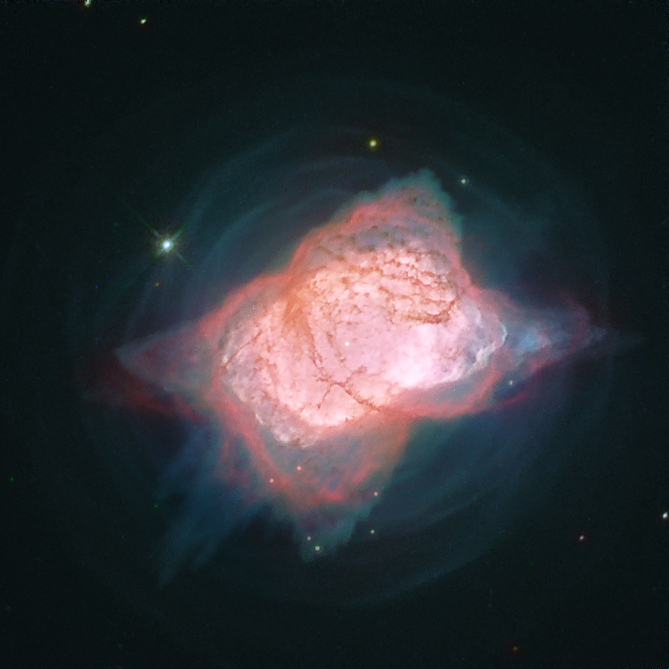
NGC 7027, où l'ion HeH+ a été détecté, est une nébuleuse planétaire dense et très jeune (à peine 600 ans), située à environ 3000 années-lumière dans la constellation du Cygne.

La première détection de HeH+ dans le milieu interstellaire, dans la nébuleuse NGC 7027, a été rapportée dans la revue Nature en avril 2019,. Ce pourrait être le premier composé formé dans l'univers, dans la mesure où l'hydrogène et l'hélium sont les deux principaux éléments chimiques issus de la nucléosynthèse primordiale. Les premières étoiles apparues dans l'univers, dites de population III, devaient contenir le cation HeH+ qui aurait influencé leur formation et leur évolution subséquente. En particulier, son fort moment dipolaire pourrait expliquer l'opacité des étoiles de très faible métallicité. Cet ion serait également un constituant important de l'atmosphère des naines blanches riches en hélium, qu'il contribuerait à opacifier, ce qui ralentirait le refroidissement de ces astres.
Outre les nébuleuses planétaires denses comme NGC 7027, l'ion HeH+ pourrait aussi être observé par exemple dans les étoiles à hélium froides et les régions HII. La détection spectroscopique de HeH+ est rendue compliquée par le fait que l'une des raies spectrales les plus intenses de cet ion, à 149,14 µm de longueur d'onde, coïncide avec un doublet de raies spectrales du radical méthylidyne ⫶CH.
HeH+ pourrait se former dans le gaz se refroidissant à la suite des ondes de choc parcourant les nuages interstellaires provoquées par les vents stellaires, les supernovae et les flux de matières éjectés des jeunes étoiles. Si la vitesse de ces chocs excède environ 90 km s−1, ils pourraient provoquer la formation de quantités de HeH+ suffisantes pour être détectables. Si elles parvenaient à être détectées, les émissions d'ions HeH+ constitueraient un traceur utile pour ce type de chocs.